# 国际广播
國際廣播（英語：International Broadcasting）從某個程度來說始於第一次世界大戰期間，英國和德國的廣播台利用摩爾斯電碼廣播新聞公報。隨著德國海底電纜的切斷，位於瑙恩的無線電報站成了德國全境唯一的長途通訊手段。1917年，美國海軍廣播電台服務通過其在加拿大新不倫瑞克省的廣播台向瑙恩發送了《十四點和平原則》。 反過來，瑙恩方面也在1918年11月10日廣播了德意志皇帝威廉二世退位的消息。

## 發展歷史

### 起源

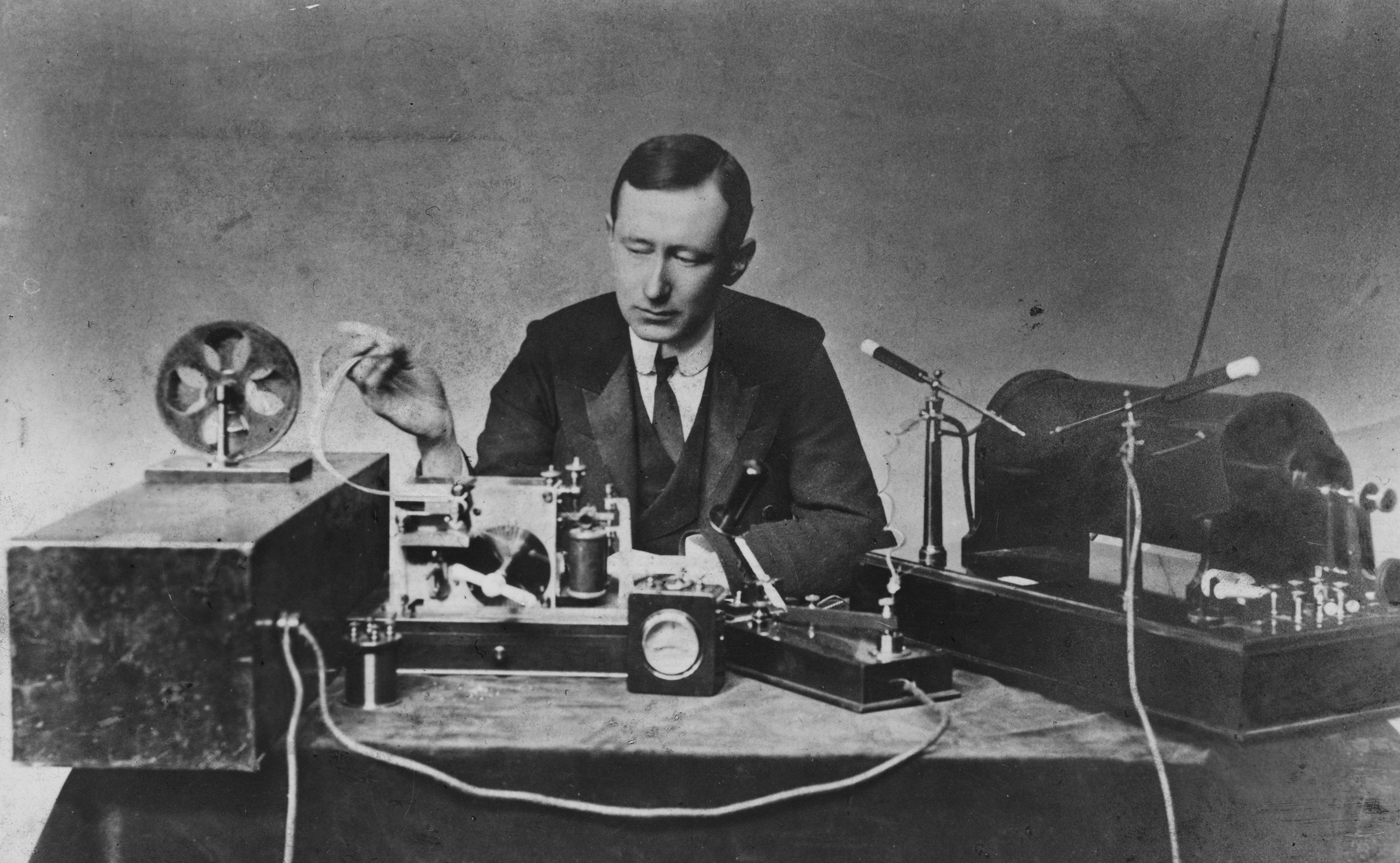
古列爾莫·馬可尼進行了首次短波長距離傳輸實驗。

古列爾莫·馬可尼在1920年代初期率先進行了無線電短波長距離傳輸的實驗。而馬可尼的助手查爾斯·薩繆爾·富蘭克林在英國康瓦爾郡的普爾杜廣播站利用拋物線反射面天線系統建立了一個大型天線，其運行功率達25千瓦。1923年6月和7月，富蘭克林於夜間從普爾杜廣播站的海拔97米處完成了與位於佛得角群島處的馬可尼遊艇“伊莉樂號（Elettra）”的無線電傳輸。自1926年起，高速短波電報線路從倫敦安裝到澳大利亞、印度、南非和加拿大，成為帝國無線鏈的主要組成部分。
1925年，荷蘭人也開始在埃因霍溫進行短波頻率實驗。PCJJ廣播電台於1927年3月11日開始首次國際廣播，其主要為荷屬西印度群島及荷屬東印度群島的殖民地提供荷蘭語廣播服務，同時也為世界其他地區提供德語、西班牙語和英語廣播服務。廣受歡迎的《歡樂電台秀》也於1928年首播。
1927年，馬可尼也將注意力轉向短波長途廣播。他所進行的第一次這類廣播是為了紀念同年的停戰日。此後，他繼續定期運營國際廣播；該廣播在世界各地播出，節目由當時由英國廣播公司所運營的2LO廣播站提供。這次活動的成功引起了英國廣播公司的注意，他們將切爾姆斯福德的一個短波發射站出租給馬可尼，呼號為G5SW。英國廣播公司帝國服務最終於1932年12月19日開通，其廣播目標是澳大利亞和新西蘭。

### 擴展

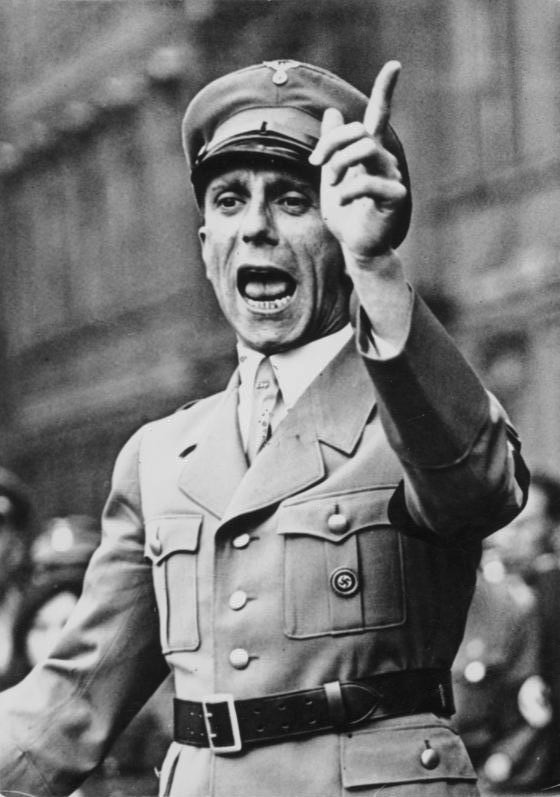
約瑟夫·戈培爾是納粹德國國民教育與宣傳部的負責人。國際廣播是納粹宣傳的重要組成部分。

其他著名的早期國際廣播機構包括於1929年10月29日開播的蘇聯官方廣播電台——莫斯科廣播電台（蘇聯解體後改組為“俄羅斯之聲”）和1931年2月12日開播的梵蒂岡廣播電台。1931年耶誕節，克拉倫斯·衛斯理·瓊斯（Clarence W. Jones）在厄瓜多爾的基多開通了全球首家基督教傳教廣播電台——安第斯之聲。南亞地區的國際廣播始於1925年在錫蘭開播的錫蘭廣播電台，現在的斯里蘭卡廣播公司是該地區歷史最悠久的廣播公司。
從1926年開始，德國通過瑙恩的廣播站向美國、中美洲、南美洲及遠東地區提供短波廣播服務。1931年，德國在澤森增加了第二個廣播站。 1932年1月，德國帝國郵政接管瑙恩廣播站後就立即增加了其短波與長波的容量。 而在阿道夫·希特勒於1933年上台後，在外國廣播部門（Auslandsrundfunk）的領導下，短波廣播被視為是納粹宣傳的重要組成部分。
德國短波廣播的播出時間從每天2小時增加到每天18小時；並以12種語言進行全天24小時播出，這其中也包括英語廣播。柏林附近的澤森建造了一座了100千瓦的發射機和天線綜合體。針對美國的專門目標規劃始於1933年；1934年又規劃針對南非、南美和東亞；1938年針對南亞和中美洲。德國的宣傳是在約瑟夫·戈培爾的領導下組織的，在德國吞併奧地利和1938年慕尼黑危機中發揮了關鍵作用。
1936年，國際無線電聯盟承認梵蒂岡廣播電台為“特例”，並授權其廣播不受任何地域限制。1937年12月25日，梵蒂岡廣播電台增加了一台德律風根25千瓦發射機和兩支定向天線。梵蒂岡廣播電台透過10個頻率進行廣播。
西班牙內戰期間，國民軍收到了納粹德國作為禮物的一台功率強大的德律風根發射機以幫助他們進行宣傳工作。直至1943年，西班牙國家廣播電台還一直與軸心國保持合作，以西班牙語轉播來自德國和義大利官方廣播電台的新聞。

### 二戰
在第二次世界大戰期間，蘇聯、英國、德國和義大利的國際廣播都得到了極大的發展。1942年，美國也啟動了他們的國際廣播服務——美國之音。在太平洋戰區，道格拉斯·麥克阿瑟通過短波電台與日佔菲律賓群島的公民保持著聯繫。
收聽納粹德國廣播的聽眾大多出於好奇，例如納粹德國曾一度在美國擁有50萬廣播聽眾，但他們絕大多數很快就失去了興趣。此時有數名親納粹廣播員在各自國家被廣為人知，這其中包括不列顛法西斯聯盟黨員威廉·喬伊斯，他是兩位“哈哈勛爵”之一；法國人保羅·費登內特和安德烈·奧爾布雷希特（André Olbrecht），他們被稱為“斯圖加特廣播電台的叛徒”；美國人弗雷德里克·威廉·卡爾滕巴赫（“嘻哈勛爵”）和蜜翠·吉拉斯（兩個被稱為“軸心莎莉”的播音員之一）。而遠東的日本也在同時推出了“東京玫瑰”，她們用英語播出日本宣傳內容並播放美國音樂，以此來確定其受眾。
二戰期間，梵蒂岡廣播電台的新聞廣播在德國被禁止；同時其廣播服務被縮減以四種語言運作。 也在這個時期，英國在錫蘭開設了“東南亞司令部廣播電台”，向整個東南亞地區的盟軍武裝力量進行廣播。
而在二戰結束後，德國被分拆東德和西德。兩德都發展出了屬於各自國家的國際廣播：西德在科隆開播了德國之聲；東德則在柏林開播了柏林國際廣播電台。柏林國際廣播電台在兩德統一前就停止了運作，而其發射機、頻率等資產設備在統一後由德國之聲接管。

### 冷戰
冷戰的出現導致全球國際廣播及針對國際廣播的干擾增加，共產主義國家和非共產主義國家都試圖通過國際廣播來影響對方的國內民眾。此時西方陣營比較出名的國際廣播機構有美國之音、BBC國際廣播和自由歐洲電台／自由電台等；而東方陣營也有蘇聯的莫斯科廣播電台和中華人民共和國的北京廣播電台（後改名為“中國國際廣播電台”）等。由於美蘇冷戰和中蘇邊境衝突等原因，蘇聯為針對美國和中國在邊境上修建了大量無線電發射機。不過這也促使了卷軸式錄音機的磁帶倒放等技術的出現。
1953年5月3日，西德使用德國之聲恢復了定期短波廣播服務。位於於利希的無線電發射站在1956年開始運營，其擁有11台100千瓦的德律風根發射機。韋爾塔赫發射站在1972年獲得授權開設，最初配備了4台500千瓦發射機；而到1989年，該發射站已擁有15台發射機，其中4台用於轉播美國之音。 同時，東德也通過瑙恩發射站在1951年10月15日開始傳送“民主德國廣播電台（Radio DDR）”信號；該電台後來改名為柏林國際廣播電台。
除了這些國家外，歐洲和中東地區的國際廣播也有所成長。在賈邁勒·阿卜杜-納賽爾擔任埃及總統期間，埃及的無線電發射機涵蓋了整個阿拉伯世界。以色列也推出了以色列之聲，它既向全世界展示以色列的觀點，也為全球各地的流散猶太人（特別是鐵幕後的猶太人）提供廣播服務。
南非共和國廣播電台是南非廣播公司的國際廣播部門，成立於1966年，旨在提升南非的國際形象並減少對其種族隔離政策的批評。 種族隔離結束後，南非共和國廣播電台被改組並更名為“非洲頻道”。
恩維爾·霍查領導下的阿爾巴尼亞仿佛一個隱士王國，但其國際廣播服務地拉那電台卻在冷戰時期成為全球最多產的國際廣播電台之一，其製作的節目時長佔據全球前五的位置。

#### 數據統計
| 國家         | 陣營   | 廣播機構                            | 1950年 | 1955年 | 1960年 | 1965年 | 1970年 | 1975年 | 1980年 | 1985年 | 1990年 |
| ------------ | ------ | ----------------------------------- | ------ | ------ | ------ | ------ | ------ | ------ | ------ | ------ | ------ |
| 阿尔巴尼亚   | 不適用 | 地拉那廣播電台                      | 26     | 47     | 63     | 154    | 487    | 490    | 560    | 581    | 451    |
|              | 不適用 | 澳大利亞廣播電台                    | 181    | 226    | 257    | 299    | 350    | 379    | 333    | 352    | 330    |
| 保加利亚     | 華約   | 保加利亞廣播電台                    | 30     | 60     | 117    | 154    | 164    | 197    | 236    | 290    | 320    |
| 加拿大       | 北約   | 加拿大國際廣播電台                  | 85     | 83     | 80     | 81     | 98     | 159    | 134    | 169    | 195    |
| 中国         | 不適用 | 北京廣播電台                        | 66     | 159    | 687    | 1027   | 1267   | 1423   | 1350   | 1446   | 1515   |
| 古巴         | 不結盟 | 古巴哈瓦那廣播電台                  | 不適用 | 不適用 | 不適用 | 325    | 320    | 311    | 424    | 379    | 352    |
| 捷克斯洛伐克 | 華約   | 布拉格國際廣播電台                  | 119    | 147    | 196    | 189    | 202    | 253    | 255    | 268    | 131    |
| 埃及         | 不結盟 | 開羅廣播電台                        | 不適用 | 100    | 301    | 505    | 540    | 635    | 546    | 560    | 605    |
| 法國         | 北約   | 法國國際廣播電台                    | 198    | 191    | 326    | 183    | 200    | 108    | 125    | 272    | 379    |
| 西德         | 北約   | 德國之聲 / 德國廣播電台             | 不適用 | 105    | 315    | 671    | 779    | 767    | 804    | 795    | 848    |
| 東德         | 華約   | 柏林國際廣播電台                    | 不適用 | 9      | 185    | 308    | 274    | 342    | 375    | 413    | 不適用 |
| 匈牙利       | 華約   | 布達佩斯廣播電台                    | 76     | 99     | 120    | 121    | 105    | 127    | 127    | 122    | 102    |
| 印度         | 不結盟 | 全印廣播電台                        | 116    | 117    | 157    | 175    | 271    | 326    | 389    | 408    | 456    |
| 伊朗         | 不結盟 | 伊朗伊斯蘭共和國之聲                | 12     | 10     | 24     | 118    | 155    | 154    | 175    | 310    | 400    |
| 以色列       | 不適用 | 以色列之聲                          | 不適用 | 28     | 91     | 92     | 158    | 198    | 210    | 223    | 253    |
| 義大利       | 北約   | 義大利廣播電台                      | 170    | 185    | 205    | 160    | 165    | 170    | 169    | 173    | 181    |
| 日本         | 不適用 | 日本廣播電台                        | 不適用 | 91     | 203    | 249    | 259    | 259    | 259    | 287    | 343    |
|              | 不結盟 | 朝鮮之聲廣播電台                    | 不適用 | 53     | 159    | 392    | 330    | 455    | 597    | 535    | 534    |
| 荷蘭         | 北約   | 荷蘭國際廣播電台                    | 127    | 120    | 178    | 235    | 335    | 400    | 289    | 336    | 323    |
| 奈及利亞     | 不結盟 | 尼日利亞之聲                        | 不適用 | 不適用 | 不適用 | 63     | 62     | 61     | 170    | 322    | 120    |
| 波蘭         | 華約   | 波蘭對外廣播電台                    | 131    | 359    | 232    | 280    | 334    | 340    | 337    | 320    | 292    |
| 葡萄牙       | 北約   | 葡萄牙國際廣播電台                  | 46     | 102    | 133    | 273    | 295    | 190    | 214    | 140    | 203    |
| 羅馬尼亞     | 華約   | 羅馬尼亞國際廣播電台                | 30     | 109    | 159    | 163    | 185    | 190    | 198    | 212    | 199    |
| 南非         | 不適用 | 南非共和國廣播電台                  | 不適用 | 127    | 63     | 84     | 150    | 141    | 183    | 205    | 156    |
| 苏联         | 華約   | 莫斯科廣播電台 / 和平與進步廣播電台 | 533    | 656    | 1015   | 1417   | 1908   | 2001   | 2094   | 2211   | 1876   |
| 西班牙       | 北約   | 西班牙對外廣播電台                  | 68     | 98     | 202    | 276    | 251    | 312    | 239    | 252    | 403    |
| 瑞典         | 不適用 | 瑞典國際廣播電台                    | 28     | 128    | 114    | 142    | 140    | 154    | 155    | 196    | 167    |
| 土耳其       | 北約   | 土耳其之聲                          | 40     | 100    | 77     | 91     | 88     | 172    | 199    | 307    | 322    |
| 英国         | 北約   | BBC國際廣播電台                     | 643    | 558    | 589    | 667    | 723    | 719    | 719    | 729    | 796    |
| 美国         | 北約   | 美國之音 / 自由歐洲電台／自由電台   | 497    | 1690   | 1495   | 1832   | 1907   | 2029   | 1901   | 2339   | 2611   |
| 南斯拉夫     | 不結盟 | 南斯拉夫廣播電台                    | 80     | 46     | 70     | 78     | 76     | 82     | 72     | 86     | 96     |

### 現在
冷戰結束後，大部分國際廣播機構或削減了外語廣播時長，或調整了重點廣播的外語語種。例如：加拿大國際廣播電台在1984年主要以英語、法語、德語、西班牙語、捷克語 / 斯洛伐克語、匈牙利語、波蘭語、俄語和烏克蘭語進行廣播；而到了2005年則變為英語、漢語、阿拉伯語、俄語和西班牙語進行廣播。同時，電視（例如：BBC國際新聞頻道、NHK環球廣播網、CCTV英語新聞頻道等）和新聞網站等新國際廣播媒體的發展趨勢更為兇猛並佔據了主要渠道。部分國際廣播服務，例如瑞士國際廣播電台就完全關閉了其短波廣播並轉型互聯網而成立了新聞網站“瑞士資訊”。此外，國際廣播也在這個時期引入了諸如DRM和播客這樣的新技術標準。
由於其成本效益，使用傳統純音頻方法的國際廣播不會很快停止。 然而，至少自2000年代初以來，透過電視進行的國際廣播被認為更具戰略重要性。
早在1976年，BBC國際頻道就曾經考慮建立新聞及資訊類衛星電視頻道，但最後實現這個構思的卻是CNN；CNN在美國開播後不久就在加拿大獲得了主要頻道的地位。現已廢棄的BBC國際頻道安提瓜轉播站修建於1976年，但這個轉播站並未列入BBC國際頻道衛星電視計劃內。
1990年代末，許多國際或國內24小時新聞和資訊電視頻道的大量湧現是受到冷戰後泡沫繁榮的影響。而到了2000年代末，隨著發展中國家試圖在國際廣播領域追趕發達國家，國際新聞電視頻道又迎來了一波高速發展時期。

## 存在原因
任何一個國家的廣播公司都有許多理由去接觸其他國家的觀眾。商業廣播公司可能只是看到了向跟廣泛觀眾出售廣告或頻道訂閱的機會；這比向單一國家傳播的效率更高，因為國內娛樂節目和國內新聞工作人員收集的資訊可以廉價地重新包裝後傳播給非國內觀眾。
政府通常有不同的動機來資助國際廣播。一個明顯的原因是意識形態或政治宣傳方面的原因。許多政府擁有的電視台多以積極且非威脅的方式描繪他們的國家；這可能是為了鼓勵對該國的商業投資或旅遊業。另一個原因是為了消減其他國家或國內持不同政見者或叛亂分子造成的負面形象。南非種族隔離時期的政府廣播部門南非共和國廣播電台就是一個案例。第三個原因則是為了宣傳廣播公司的意識形態。例如，莫斯科廣播電台從1960年代到1980年代的一個節目是《什麼是共產主義？》。
同時透過傳播一個國家對國際事務或世界特定地區事件的看法來推進一個國家的外交政策利益和議程。冷戰期間，美國的自由歐洲電台／自由電台和印度的全印廣播電台的成立目的是廣播來自“鐵幕背後”的新聞；它們認為這些新聞會遭到鐵幕後國家的審查而被禁止播出，同時它們還宣傳異議政治觀點並偶爾還會傳播假訊息。而在冷戰結束後的現在，美國依然保留著類似的服務，例如有針對古巴的馬蒂廣播電視台和針對中華人民共和國、越南、老撾及朝鮮人民民主主義共和國的自由亞洲電台。
英國廣播公司國際頻道、美國之音、全印廣播電台等西方廣播公司都強調自身的新聞廣播性質，它們特別宣揚自身是向那些正在經歷鎮壓或內亂且其民眾無法從非政府來源獲取新聞的國家提供新聞服務。在緊急情況下，一個國家可以在海外播放特別節目，告知聽眾正在發生的情況。1991年海灣戰爭期間，伊拉克對以色列進行導彈襲擊期間，以色列之聲透過其短波服務轉播其國內新聞服務。
除去意識形態原因外，宗教、文化和僑務等原因也是國際廣播的存在原因。
許多國際廣播電台由宗教廣播公司運營，用於提供宗教教育、宗教音樂或禮拜服務節目。例如，1931年成立的梵蒂岡廣播電台就播放這類節目。而另外一些如安第斯之聲和環球電台則會播放來自傳道者的佈道節目。此外，類似沙特廣播公司還會同時播放政府和宗教節目。
出於文化宣傳和文化認同的原因，廣播機構也會向國際觀眾進行廣播。電視台通常會有官方授權，讓海外僑胞及外籍本族裔人士與其母國保持聯繫。因此，許多廣播公司經常透過短波轉播其國內的新聞、資訊及其他節目。此外的目的還有包括教授外語，例如西班牙對外廣播電台的西班牙語教學節目《語言無國界（Un idioma sin fronteras）》和美國之音的英語教學節目《慢速英語》。而英國廣播公司國際頻道和澳洲廣播電台也有類似的教育推廣節目。
國際廣播的另一個原因是與出國旅行的公民或移居國外的外籍人士保持聯繫，並分享家鄉的新聞和文化節目。隨著通訊技術的進步，外籍人士可以在家中閱讀新聞，並透過互聯網和衛星以自己的語言收聽和觀看國內廣播；對外短波廣播的角色已經下降。 一些國際廣播機構，如原來的BBC帝國服務、荷蘭國際廣播電台、法國郵政殖民電台（現法國國際廣播電台）等，其成立的部分目的是幫助海外領地拉近與祖國的距離，並提供更緊密的文化和交流母國與其殖民地之間的聯繫；但由於去殖民化，這一角色在很大程度上已經過時。

### 現存主要海外廣播網
| 國家 / 地區                           | 廣播機構               | 服務語種 |
| ------------------------------------- | ---------------------- | --- |
| 阿根廷                                | 阿根廷公共對外廣播電台 | 西班牙語、德語、法語、英語、意大利語、葡萄牙語、漢語、日本語 |
|                                       | ABC澳大利亞頻道        | 英語 |
| 玻利维亚 · 古巴 · 尼加拉瓜 · 委內瑞拉 | 南方電視台             | 葡萄牙語、英語、西班牙語 |
| 巴西                                  | 巴西傳播公司           | 葡萄牙語、英語、西班牙語 |
| 中国                                  | 中國環球電視網         | 英語、法語、西班牙語、阿拉伯語、俄語 |
| 中国                                  | 中國國際廣播電台       | 英语、日语、朝鲜語、蒙古语、印地语、尼泊尔语、乌尔都语、泰米尔语、僧伽罗语、孟加拉语、越南语、老挝语、高棉语、印尼语、菲律宾语、缅甸语、马来语、泰语、土耳其语、普什图语、哈萨克语、柯尔克孜语、阿拉伯语、波斯语、豪萨语、斯瓦希里语、俄语、捷克语、塞尔维亚语、罗马尼亚语、阿尔巴尼亚语、保加利亚语、匈牙利语、波兰语、乌克兰语、克罗地亚语、德语、西班牙语、法语、世界语、意大利语、葡萄牙语、芬兰语、瑞典语、丹麦语、汉语普通话、广州话、客家话、闽南语、潮州话、溫州话、蒙古语、维吾尔语、藏语拉萨方言、藏语康巴方言 |
| 法國                                  | 法蘭西24               | 法语、英语、阿拉伯语、西班牙語 |
| 法國                                  | 法國電視國際五台       | 法语 |
| 德国                                  | 德國之聲               | 德语、英语、法語、西班牙语、印地語、阿拉伯语及其他27種語言 |
| 印度                                  | 亞洲國際新聞           | 印地語、英語、泰米爾語、泰盧固語、孟加拉語 |
| 印度                                  | 全印新聞台             | 印地語、英語、梵語、旁遮普語、泰米爾語、泰盧固語、卡納達語、馬拉威語、烏爾都語、孟加拉語、馬拉地語、馬拉雅拉姆語、泰語、俾路支語、阿拉伯語、斐濟印地語、博傑普爾語、阿薩米語、納加普爾語 |
| 印度                                  | 印度報業托拉斯         | 印地語及其他98種語言 |
| 印度                                  | 太陽電視               | 泰米爾語 |
| 印度                                  | 世界一體新聞台         | 英語 |
| 印度                                  | Zee新聞台              | 印地語 |
| 印度                                  | Zee電視台              | 印地語、泰語、英語、泰米爾語、泰盧固語及其他126種語言或方言 |
| 印度尼西亞                            | 印尼之聲               | 英語、法語、西班牙語、德語、印尼語、日語、阿拉伯語、漢語、荷蘭語 |
| 伊朗                                  | 新聞電視台             | 英語、法語 |
| 以色列                                | i24新聞台              | 英語、法語、阿拉伯語 |
| 日本                                  | NHK日本國際傳媒        | 英語、日語及其他16種語言 |
|                                       | 阿里郎國際放送         | 英語、朝鮮語 |
| 新西兰                                | RNZ太平洋頻道          | 英語、朝鮮語 |
| 菲律賓                                | 菲律賓頻道             | 英語、菲律賓語 |
| 菲律賓                                | GMA皮諾伊電視台        | 英語、菲律賓語 |
| 菲律賓                                | 卡帕蒂德電視台         | 英語、菲律賓語 |
|                                       | 半島電視台             | 英語、阿拉伯語 |
| 俄羅斯                                | RT電視台               | 俄文、英語、法語、阿拉伯語、西班牙語 |
| 沙烏地阿拉伯                          | 阿拉伯衛星電視台       | 阿拉伯語、英語、波斯語 |
| 土耳其                                | TRT國際頻道            | 英語、阿拉伯語、突厥語 |
| 土耳其                                | 土耳其之聲             | 英語、阿拉伯語、法語、土耳其語和其他22種語言 |
| 英国                                  | 國際BBC新聞頻道        | 阿拉伯語、英語、波斯語 |
| 英国                                  | BBC國際頻道            | 阿拉伯語、亞塞拜然語、孟加拉語、緬甸語、粵語、英語、非洲法語、豪薩語、印地語、印尼語、基尼亞盧安達語、基隆迪語、吉爾吉斯語、尼泊爾語、普什圖語、波斯語、巴西葡萄牙語、俄語、僧伽羅語、索馬利語、拉丁美洲西班牙語、斯瓦希里語、泰米爾語、土耳其語、烏克蘭語、烏爾都語、烏茲別克語、越南語 |
| 英国                                  | 天空新聞台             | 英語、阿拉伯語 |
| 美国                                  | CNN國際頻道            | 英語 |

## 廣播媒介
由於廣播機構發現可以利用廣播衛星及互聯網等更具性價比的方式覆蓋更多的海外受眾，因此它們都在大幅度削減乃至完全放棄短波廣播。目前國際廣播機構有如下主要渠道覆蓋海外觀眾：
- 如果海外受眾距離廣播台距離較近，則大功率的長波與中波廣播可以提供可靠的覆蓋。
- 如果海外受眾距離廣播站的距離超過1,000公里，則短波廣播是可靠的；但短波廣播可能會受到太陽、地形等不利因素的干擾。
- 國際廣播公司可以利用目標受眾所在國及地區的調頻廣播或電視轉播台進行信號轉播。
- 國際廣播公司也可以利用受眾國及地區的短波廣播站作為中繼站。
- 如兩國相鄰且面積都不大，例如以色列和約旦這樣，則它們彼此的電視及廣播電台信號均可利用自身的發射站覆蓋鄰國。

英國廣播公司、法國國際廣播電台、德國之聲這樣的大型國際廣播機構可以利用上述所有方式進行廣播；像瑞士國際廣播電台這樣的中小型國際廣播機構則開始放棄短波廣播而轉向互聯網。其他如英國廣播公司國際頻道則放棄了針對北美地區的短波廣播，轉而以本地中繼、廣播衛星及互聯網等形式覆蓋北美受眾。

### 廣播電台

#### 中長波廣播
世界上通行的絕大部分無線電接收器均可接收頻率位於530千赫至1710千赫波段內的中波信號，而中波廣播在晚間可以實現半徑150公里至2,500公里的可靠覆蓋，因此中波廣播在世界各地用於正式或非正式的國際廣播渠道。
而在歐洲及俄羅斯出售的部分無線電接收器則還可以接受150千赫到280千赫的長波波段信號，從而可以實現跨大陸的可靠長距離通訊。

#### 短波廣播

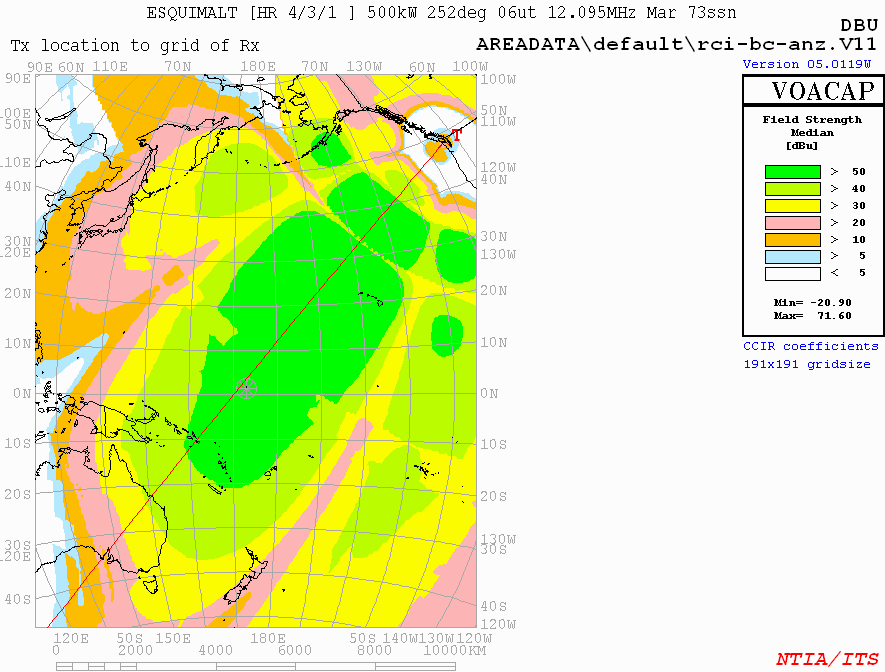
無線電工程師會用類似的例圖來演示在固定頻率及功率下以短波廣播達到最佳國際廣播效果的覆蓋地區。在本例中，廣播台位於加拿大的溫哥華島南部，以12,095千赫的頻率及500千瓦功率進行廣播。信號在南太平洋地區尚良好，但在澳洲東岸則完全消失。

### 腳註
1. ↑  Wood 2012，第56頁.
2. ↑  Naval War College. . U.S. Government Printing Office. 1919: 55  [2023-10-06].
3. 1 2  John Bray. . IET. 2002: 73–75. ISBN 9780852962183.
4. ↑  Simon Albers. . Opklopper. 2023-09-18  [2023-10-06]. （原始内容存档于2023-11-14）.
5. ↑  Adrian M. Peterson. . On the Shortwave. International Relations for Adventist World Radio. 2009-09-20  [2023-10-07]. （原始内容存档于2023-10-03）.
6. ↑  . 英國廣播公司. 2007-02-08  [2023-10-07]. （原始内容存档于2023-07-30）.
7. ↑  Wood 2012，第49頁.
8. ↑  Wood 2012，第57頁.
9. 1 2  Levillain 2002，第1600頁.
10. ↑  Wood 2012，第51頁.
11. ↑  Wood 2012，第58頁.
12. ↑  Horwitz 2001，第287頁.
13. ↑  . World Radio History. 英國廣播公司.   [2023-10-07]. （原始内容存档于2023-10-07）.

### 文獻
- Graef, Robert. . iUniverse. 2005. ISBN 9780595346219.
- Horwitz, Robert B. . Cambridge University Press. 2001. ISBN 9780521791663.

- Hughes, Matthew; Mann, Chris. . Potomac Books Incorporated. 2002. ISBN 9781574885033.
- Levillain, Philippe. O'Malley, John W.; Levillain, Philippe , 编.  1. Routledge. 2002. ISBN 9780415922289.
- Martin, Bradley K. Martin, Bradley K. , 编. . St. Martin's Press. 2004. ISBN 9780312322212.
- Wood, James.  2. Institution of Engineering & Technology. 2012. ISBN 9781849192019.

## 外部連接
- Hard Core DX （页面存档备份，存于）
- The National Association for Amateur Radio （页面存档备份，存于）
- The Directory of Globe Broadcasting （页面存档备份，存于）
- The Association for International Broadcasting （页面存档备份，存于）